# Murray Hill (New Jersey)
Pour les articles homonymes, voir Murray Hill (homonymie).
Murray Hill est un district statistique des États-Unis, à cheval sur les communes de Berkeley Heights et de New Providence, dans le Comté d'Union (New Jersey).
Ce fut longtemps le siège des laboratoires Bell (aujourd'hui département de Nokia), après le déménagement de  Western Electric hors de New York en 1941. Cette zone d'activités a le même code postal (07974) que New Providence.
Murray Hill a été aménagée par Carl H. Schultz, exploitant d'une compagnie d'eaux minérales du district de Manhattan. Schultz avait fait l'acquisition de vastes terrains à cet endroit dans les années 1880, pour y bâtir sa résidence familiale, et fit don d'une partie de ses terres pour l'aménagement d'une gare ferroviaire, à condition qu'elle s'appelle Murray Hill.

## Sièges sociaux
- C.R. Bard, fabricant de matériel chirurgical[5].
- Siège social pour les États-Unis de Linde AG, (anciennement BOC), leader mondial sur le marché des gaz liquéfiés[6].

## Transports
Murray Hill est desservi par la ligne de New Jersey Transit (direction Gladstone, arrêts de Murray Hill (NJT station) ou Summit (NJT station)). Les visiteurs des laboratoires Bell peuvent prendre la ligne de bus no 986.